# Fairey Fulmar
Fairey Fulmar var ett brittiskt hangarfartygsbaserat jaktflygplan som användes under andra världskriget. Dess två mans besättning gjorde flygplanet större, tyngre och långsammare än andra samtida jaktflygplan, men jämfört med Hawker Hurricane hade Fulmar dubbelt så lång aktionsradie och dubbelt så mycket ammunition. Den började ersättas 1943 av den snabbare och tyngre beväpnade Fairey Firefly.

## Utveckling
År 1934 började Fairey att utveckla en ersättare för Fairey Battle. Den skulle, till skillnad från Battle, vara en utpräglad störtbombare med två mans besättning och hälften så stor bomblast, men vara snabbare. RAF var dock halvhjärtat intresserade av störtbombning och köpte bara in ett hundratal av den konkurrerande Hawker Henley.
Men år 1937 utfärdade Luftministeriet en specifikation på ett tvåsitsigt, hangarfartygsbaserat jaktflygplan som passade det flygplanet ganska bra. Fairey byggde om prototypen med kortare vingar och lägre placerad stabilisator och i mars 1938 kunde man presentera en färdig konstruktion. Luftministeriet blev imponerade av att Fairey så snabbt kunde presentera ett färdigt förslag och tecknade ett kontrakt på 127 flygplan som efter Münchenöverenskommelsen ökades till 250 flygplan. Produktionen kunde dock inte starta förrän Faireys nya fabrik i Heaton Chapel var klar.
Det första serieproducerade flygplanet premiärflög 4 januari 1940, inledningsvis med den svagare motorn Merlin III och inte Merlin VIII som den var konstruerad för och som den fick i april. I slutet av 1940 hade 159 flygplan levererats. År 1941 övergick man till att producera den förbättrade versionen Mk.II med motorn Merlin XXX, ny propeller, ny radio och mer ammunition till kulsprutorna. Den starkare motorn gjorde inte Fulmar snabbare, men den ökade stighastigheten och gav mer kraft vid start. Totalt 350 stycken Mk.II byggdes varav de sista 100 med fyra stycken 12,7 mm Browning-kulsprutor i stället för de tidigare modellernas åtta stycken 7,7 mm kulsprutor.

## Konstruktion

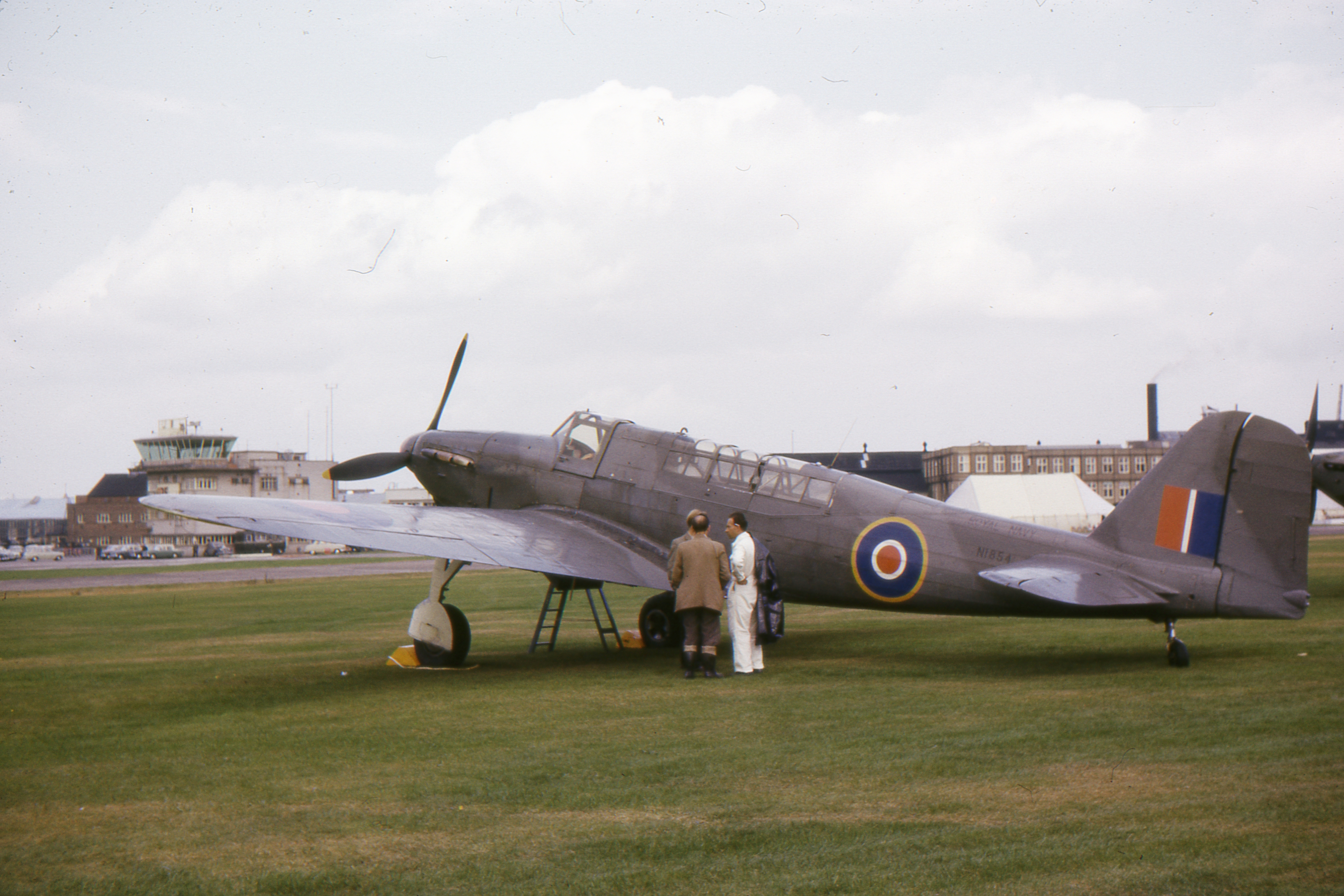
Den första prototypen är det enda bevarade exemplaret av Fulmar, här fortfarande i flygdugligt skick i september 1962. Idag är det utställt på FAA:s museum i Yeovilton.

Fulmar var ett lågvingat flygplan tillverkat i aluminium. Landningsstället var av traditionell typ med ett fast sporrhjul och två huvudhjul som fälldes in inåt vilket gav bred hjulbas. Vingarna kunde vikas in bakåt längs med kroppen. Besättningen bestod av två man, pilot och navigatör, placerade i tandem. Fulmar var mindre och mer strömlinjeformad än Fairey Battle, större än den ensitsiga Hawker Hurricane och hade likheter med båda.

### Beväpning
Huvudbeväpningen var samma som i Hawker Hurricande och bestod av åtta stycken 7,7 mm framåtriktade kulsprutor, fyra i varje vinge. Kulsprutorna hade 750 patroner vardera vilket var dubbelt så mycket som Hurricane. På de sista 100 flygplanen byttes dessa ut mot fyra stycken grövre 12,7 mm kulsprutor eftersom 7,7 mm kulorna visade sig ha dålig effekt mot flygplan som Messerschmitt Bf 110. Till skillnad från många andra tvåsitsiga flygplan hade navigatören ingen akterkulspruta, även om ett fåtal flygplan utrustades med en Vickers K-kulspruta i den aktre sittbrunnen. I stället hade många navigatörer med sig en kpist, oftast en Thompson, en signalpistol och ibland även buntar med toalettpapper för att distrahera förföljande jaktflygplan. För attackuppdrag kunde även två stycken 113 kg (250 lb) bomber bäras under vingarna.

## Användning

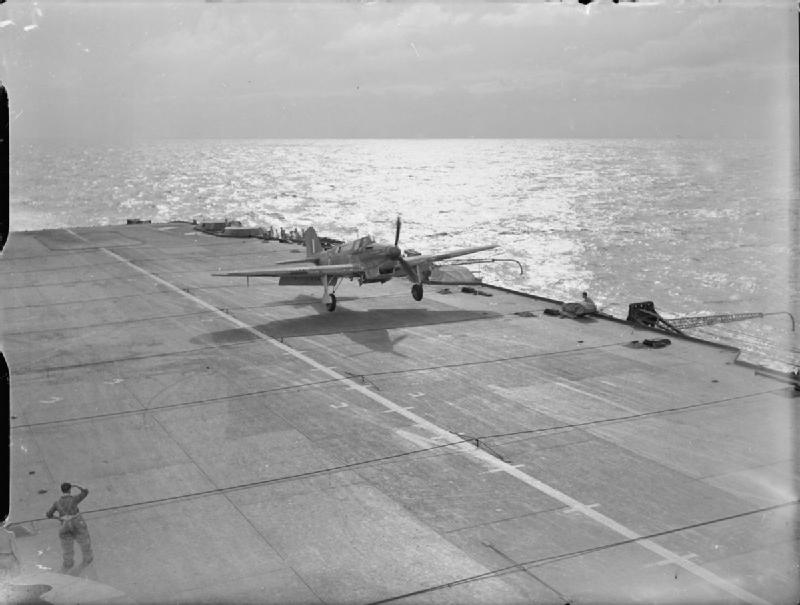
En Fulmar från No.803 Squadron landar på under operation Ironclad, april eller maj 1942.

Fulmars sattes in för att skydda konvojerna till Malta med början i september 1940. Deras entré hade avgörande betydelse eftersom de hade mycket större möjligheter att skjuta ner spanings- och bombflygplan än föregångaren Gloster Gladiator. Royal Navy hade nu möjlighet att upprätthålla luftherravälde över konvojerna. Under hösten 1940 sköts över fyrtio italienska bombflygplan ner av Fulmars. Det italienska bombflygplanet Savoia-Marchetti SM.79 var snabbare än Fulmar i planflykt, men de brittiska piloterna lärde sig snart att Fulmarns vikt gjorde att den snabbt fick upp högre fart i dykning. I januari 1941 började man möta hårdare motstånd när den stridsvana tyska X. Fliegerkorps förflyttats från Norge till Italien. Den 10 januari anfölls HMS Illustrious av runt 30 stycken Stukas från Stg 1 och Stg 2 varvid hon träffades av sex bomber och skadades svårt. Hon lyckades trots skadorna nå Malta där hon 16 januari återigen bombades av Ju 88:or och Ju 87:or. Skadorna gjorde att hon drogs tillbaka via Suezkanalen och Australien till USA för reparationer och kunde inte sättas in i tjänst igenom förrän i oktober. Hennes Fulmars lämnades kvar på Malta för att försvara ön, från och med mars förstärkta med Fulmars från HMS Formidable som skickats till Medelhavet för att ersätta Illustrious.
Även HMS Ark Royal opererade Fulmars. Kvällen 21 mars 1941 upptäckte en Fulmar från Ark Royal de båda tyska slagskeppet Gneisenau och slagkryssaren Scharnhorst på väg ut i Atlanten. Ark Royal återupptog flygspaningen efter de båda tyska fartygen dagen därpå, men en olycka skadade hennes katapulter och hon var tvungen att gå till Gibraltar för reparation. I maj skickades hon till Medelhavet att förstärka Formidable eftersom tyska Afrikakåren hotade att slå sig fram till Suezkanalen. Hennes Fulmars lyckades i hårda strider avvärja tyska bombanfall 8 och 12 maj. Samtliga Fulmars från No.807 och No.808 Squadrons gick förlorade när Ark Royal torpederades 13 november 1941. Det var också Fulmars från det då nyligen sjösatta hangarfartyget HMS Victorious som upptäckte Bismarck i maj 1941.
Fulmars från hangarfartygen HMS Victorious och HMS Furious deltog i det misslyckade anfallet mot Kirkenes och Petsamo i slutet av juli 1941.
I maj 1942 deltog Fulmars baserade på HMS Indomitable i operation Ironclad (invasionen av Madagaskar) och användes där som jaktbombare beväpnade med två stycken 133 kg (250 lb) bomber. Sista gången Fulmars deltog i strid var under operation Pedestal i augusti 1942. I mars 1943 togs de ur tjänst ersatta av Fairey Firefly, Grumman Martlet och Supermarine Seafire.

## Varianter
- Mk.I – Första produktionsmodellen med Merlin VIII-motorer. 250 byggda.
- Mk.II – Andra produktionsmodellen med Merlin XXX-motorer och mer ammunition. 350 byggda.
- NF Mk.II – Nattjaktflygplan med en AI Mk.X radar under ena vingen. 100 ombyggda från Mk.II.